# John Clive
John Clive (sinh ngày 6 tháng 1 năm 1933 - 14 tháng 10 năm 2012) là một diễn viên và nhà điện ảnh người Anh, được quốc tế biết đến với những tiểu thuyết lịch sử và xã hội bán chạy nhất thế giới, chẳng hạn như KG200 và Barossa.
Clive là một diễn viên truyền hình và điện ảnh người Anh. Ông bắt đầu sự nghiệp của mình ở tuổi mười bốn trong chuyến lưu diễn đại diện, Clive tiếp tục đóng vai chính trên sân khấu West End, trong các kịch bản như Absurd Person Singular, The Wizard of Oz, Under Milk Wood, The Bandwagon at the Mermaid Theater, The Winslow Boy, Woodley thời trẻ và Cuộc sống Với Cha.
Là một diễn viên nhân vật, anh đã xuất hiện trong truyện tranh và các vai diễn trực tiếp ở các bộ phim, chẳng hạn như The Italian Job, Yellow Submarine, The Pink Panther Strikes Again, A Clockwork Orange  và The Young Indiana Jones Chronicles. Ông là một thành viên của Đội Carry On và xuất hiện hai trong số các bộ phim hài về Carry on; Carry On Abroad, và Carry On Dick  Clive được nhiều người biết đến khi tham gia Grand Order of Water Rat vào năm 1988.

## Sự nghiệp

### Diễn xuất
Ông xuất hiện trong các bộ phim khác nhưng đa số xuất hiện trên các bộ phim hài như The Magnet của Ealing Studios, ông là người đóng vai nhân vật Clive Kendall. Trong bộ phim hoạt hình Yellow Submarine của The Beatles , anh đã lồng tiếng cho John Lennon. Những lần xuất hiện trên truyền hình của ông còn có các bộ phim như: Robert's Robots, Rising Damp, The Dick Emery Show, The Perils of Pendragon, The Sweeney, Great Expectations và The History of Mr Polly. Ông từng xuất hiện trong kịch bản của bộ phim thứ Tư đầu tiên, Đội một chiếc mũ rất lớn, được phát sóng tại BBC 1 vào năm 1964. Clive xuất hiện trong phim Lady Windermere's Fan, One Way Out và The Ten Percenters. Ông từng xuất hiện trong một chương trình những năm 1970 như Bánh quy, kem dừa của Jacob.

### Tác giả
Năm 1977, ông viết ra tiểu thuyết lịch sử KG 200 với người bạn JD Gilman, một câu chuyện về đơn vị không quân bí mật trong Chiến tranh thế giới thứ hai. Cuốn sách này là một cuốn sách bán chạy nhất quốc tế. The Last Liberator, tiểu thuyết được sáng tác năm 1980 và được các nhà phê bình văn học đón nhận nồng nhiệt. Barossa  cũng đạt được sự hoan nghênh và đánh giá cao về các nhà phê bình. Broken Wings  tiểu thiết được xuất bản năm 1983 và nhận được nhiều lời ca ngợi và đón nhận cho KG 200. Các thể loại sách hư cấu khác do Clive viết, bao gồm Ark được đồng sáng tác với Nicholas Headin, vào năm 1986  cũng nhận được đánh giá tốt  và The Lions 'Cage được xuất bản năm 1988.

### Mất
John Clive qua đời trong một cơn ốm nặng ở tuổi 79 vào ngày 14 tháng 10 năm 2012 tại Anh.

## Đóng phim

### Phim truyện
Các khoản tín dụng bao gồm:
The Magnet (1950) - Người dân Merseyside
Smashing Time (1967) - Quản lý Sweeney Todd
The Mini-Affair (1967) - Joe
Yellow Submarine (1968) - John (lồng tiếng)
The Italian Job (1969) - Quản lý chỗ để xe
A Nice Girl Like Me (1969) - Người mua sắm ở siêu thị
Tintin and the Temple of the Sun (1969) - Thomson (phiên bản tiếng Anh, giọng nói, không công nhận)
Carry On Henry (1971) - Court Dandy (cảnh bị xóa)
A Clockwork Orange (1971) - Diễn viên sân khấu
Four Dimensions of Greta (1972) - Phil người Hy Lạp
Straight on Till Morning (1972) - Người bán báo
Go for a Take (1972) - Nhân viên phục vụ khách sạn
Carry On Abroad (1972) - Robin
Tiffany Jones (1973) - Stefan
Carry On Dick (1974) - Thợ may Isaac
Great Expectations (1974) - Ông Wopsle
Never Too Young to Rock (1976) - Bandsman
No Longer Alone (1976) - Basil
Queen Kong (1976) - Diễn viên hài
The Pink Panther Strikes Again (1976) - Chuck
Hardcore (1977) - Willi
Stand Up, Virgin Soldiers (1977) - Người đàn ông ngồi xe lăn
Rosie Dixon - Y tá ban đêm (1978) - Đau buồn
Let's Get Laid (1978) - Piers Horrabin
Revenge of the Pink Panther (1978) - Phụ tá của Tổng thống
RPM (1998) - Bentley Man (vai cuối phim)

### Tivi
Các khoản tín dụng bao gồm:
The Wednesday Play (1965) - Billy Moffatt
Xem Birdies (1966) - Lenny
Z-Cars (1967) - Fred
"Who Said Anything About the Law?: Phần 2
"Who Said Anything About the Law?: Phần 1
The Saint (1967) - Garton
The Informer (1967) - Nhiếp ảnh gia tin tức
Man in a Suitcase (1967) - Thư ký
The Gnomes of Dulwich (1969) - Cũ
"Tập số 1.5"
"Tập số 1.4"
"Tập số 1, 3"
"Tập số 1,2"
"Tập số 1"
Here Come the Double Deckers (1971)
Father, Dear Father (1971) - Người bán đấu giá
The Man Outside (1972) - Rosko
The World of Cilla (1973)
Great Expectations (1974) - Ông Wopsle
Robert's Robots (1973-1974) - Robert Sommerby / Robert Robot
The Perils of Pendragon (1974) - Rosko
The Sweeney (1975) - John Frewin
How Green Was My Valley (1975-1976) - Cyfartha
"Tập số 1. 6"
"Tập số 1.5"
"Tập số 1.4"
"Tập số 1, 3"
"Tập số 1,2"
The Galton and Simpson Playhouse (1977) - Man in Phonebox
"Naught for Thy Comfort"
Rising Damp - (1977-1978) - Gwyn / Samaritan
Odd Man Out (1977) - Phóng viên truyền hình
The Chiffy Kids (1978) - Ông Melrose
Rings on Their Finger (1978) - Người bán hàng
"Tâm trạng bên"
Leave It to Charlie (1979) - Andy Kirk
"Tiền tiền tiền"
The History of Mr.Polly (1980) - Hinks
"Tập số 1.4"
"Tập số 1, 3"
"Tập số 1,2"
The Nesbitts Are Coming (1980) - Emlyn Harris trên PC
"Ngày chuyển động"
"Nhìn về phía đen"
"Ngày đua"
"Việc lớn"
"Tất cả là một trò chơi"
A Dream of Alice (1982)
Theatre Night (1985) - Ông Dumby
Lady Windermere's Fan
Screen One '(1989) - Prudoe
"Một lối thoát"
T-Bag's Christmas Carol (1989) - Giles Pickens
The 10 Percenters (1996) - Terry
"Bất ngờ"

## Các khoản tín dụng khác
Phim tài liệu 
- Hamlet: The Video (1992)
- Những cuộc phiêu lưu của Indiana Jones thời trẻ: Gián điệp Escapades (2007)

Xuất hiện trong các cảnh đã xóa 
- Carry On Henry / US: Carry on Henry VIII (1971) "Plotter"